# Donkey Kong Country 3
Donkey Kong Country 3 és un videojoc de SNES i GameBoy Advance, creat per Nintendo, amb la classificació d'edats per PEGI, que en prohibeix l'ús a menors de tres anys.

## Sinòpsi del joc
En Dixie Kong, que és una mona, va anar a buscar el seu company Diddy, que estava en una habitació a dalt d'un arbre. Lloc que hi ha una nota que posava: «M'he anat amb en DK a explorar les illes. Tornarem demà.». I llavors en Donkey Kong i en Diddy, en Diddy ja sabia que no anirien més enllà de la platja i els va anar a buscar.

## Personatges
- Dixie Kong:és una mona que té els cabells llargs amb una boïna rosa que no se'n separa.
- Kiddy Kong:un mico, el cosí de Funky Kong ajuda en Dixie a trobar el seu amic Diddy.
- Diddy Kong:un mico, l'amic especial d'en Dixie.
- Funky Kong: l'especialista en vaixells i llanxes. És el que s'encarrega del bon pas al Kremisferi Nord
- Kranky Kong :el més vell de tots els Kong.